# Vagues de licenciements collectifs dans l'industrie du jeu vidéo (2022-)
La période post-covid fut marquée dans l'industrie du jeu vidéo, ainsi que dans l'industrie de la tech, par des vagues de licenciements collectifs à partir de 2022. Ces licenciements concernent plus de 10 000 personnes en 2023 et déjà plus de 8 100 personnes pendant les deux premiers mois de 2024,, alors que l'année 2023 a été particulièrement faste en termes de sorties de jeux, et le chiffre d'affaires mondial de ce secteur est en hausse de 2,6% entre 2022 et 2023 (187 milliards de dollars en 2023).
En pourcentage, d'après une enquête de Game Developers Conference (GDC) interrogeant 3 000 développeurs, 7% des développeurs interrogés ont été personnellement licenciés entre octobre 2022 et octobre 2023. Et c'est le cas aussi pour 11% des développeurs interrogés pour l'année 2024.

## Liste de licenciements collectifs

### 2022
| Date          | Entreprise         | Maison Mère | Nombre de personnes licenciées | % de l'effectif initial |
| ------------- | ------------------ | ----------- | ------------------------------ | ----------------------- |
| 30 juin 2022, | Unity Technologies |             | 150 à 200                      |                         |
| août 2022     | Ludia              | Jam City    | 150 à 200                      |                         |

### 2023
| Date             | Entreprise         | Maison Mère | Nombre de personnes licenciées | % de l'effectif initial |
| ---------------- | ------------------ | ----------- | ------------------------------ | ----------------------- |
| 17 janvier 2023, | Unity Technologies |             | 300                            |                         |
| 2 mai 2023,      | Unity Technologies |             | 600                            |                         |
| 2023             | Amazon Games       |             | 535                            |                         |
| 2023             | Electronic Arts    |             | 375                            |                         |
| 2023             | Embracer           |             | 296                            |                         |
| 2023             | Epic Games         |             | 830                            | 16%                     |

### 2024
| Date                                 | Entreprise                             | Maison Mère  | Nombre de personnes licenciées | % de l'effectif initial |
| ------------------------------------ | -------------------------------------- | ------------ | ------------------------------ | ----------------------- |
| 8 janvier 2024                       | Unity Technologies                     |              | 1 800                          | 25%                     |
| 9 janvier 2024                       | Twitch                                 |              | 500                            | 33%                     |
| 11 janvier 2024                      | Discord                                |              | 170                            |                         |
| 11 janvier 2024                      | PlayTika                               |              | 300 à 400                      |                         |
| 17 janvier 2024                      | Thunderful                             |              | 100                            | 20%                     |
| 18 janvier 2024                      | Ntreev Soft                            |              | 70                             |                         |
| 19 janvier 2024                      | Metaverse World                        |              | 70                             |                         |
| 22 janvier 2024                      | Riot Games                             |              | 530                            | 11%                     |
| 23 janvier 2024                      | Reikon Games                           |              | 60                             |                         |
| 24 janvier 2024                      | Black Forest Games                     |              | 50                             | 50%                     |
| 25 janvier 2024                      | Activision Blizzard                    | Microsoft    | 1 900                          | 8%                      |
| 29 janvier 2024                      | Eidos Montreal                         |              | 97                             |                         |
| 31 janvier 2024                      | Sega of America                        | Sega         | 61                             |                         |
| 5 février 2024                       | Crop Circle Games                      |              | 50                             |                         |
| 7 février 2024                       | 91Act                                  |              | 60                             |                         |
| 26 février 2024                      | Supermassive Games                     |              | 90                             |                         |
| 27 février 2024                      | Playstation Studios                    | Sony         | 900                            |                         |
| 28 février 2024                      | Electronic Arts                        |              | 670                            | 5%                      |
| 15 mars 2024 (annoncé le 17 janvier) | Pixelberry Studios                     |              | 120                            |                         |
| 31 juillet 2024                      | Bungie                                 | Sony         | 220                            |                         |
| 27 août 2024                         | Ubisoft Toronto                        |              | 33                             |                         |
| 12 septembre 2024                    | Microsoft                              |              | 650                            |                         |
| 1er octobre 2024                     | XR Games                               |              | 72                             |                         |
| 1er octobre 2024                     | Hi-Rez Studios                         |              | 70                             |                         |
| 16 octobre 2024                      | Don't Nod Entertainment                |              | 69                             |                         |
| 22 octobre 2024                      | Inflexion Games                        | Tencent      | 50                             |                         |
| 29 octobre 2024                      | Firewalk Studios                       | Sony         | 174                            |                         |
| 30 octobre 2024                      | ProbablyMonsters                       |              | 50                             |                         |
| 14 novembre 2024                     | Thunderful Games                       |              | 100                            |                         |
| 15 novembre 2024                     | NCsoft                                 |              | 500                            |                         |
| 25 novembre 2024                     | Humanoid Origin                        |              | 70                             |                         |
| 3 décembre 2024                      | Ubisoft San Francisco et Ubisoft Osaka | Ubisoft      | 152                            |                         |
| 4 décembre 2024                      | Ubisoft Sydney                         | Ubisoft      | 134                            |                         |
| 10 décembre 2024                     | People Can Fly                         |              | 120                            |                         |
| 12 décembre 2024                     | Warner Bros. Montreal                  | Warner Bros. | 99                             |                         |

### 2025
| Date            | Entreprise           | Maison Mère | Nombre de personnes licenciées | % de l'effectif initial |
| --------------- | -------------------- | ----------- | ------------------------------ | ----------------------- |
| 8 janvier 2025  | Splash Damage        |             | 150                            |                         |
| 9 janvier 2025  | Toadman Interactive  |             | 69                             |                         |
| 21 janvier 2025 | MachineZone          | AppLovin    | 89                             |                         |
| 27 janvier 2025 | Ubisoft Leamington   | Ubisoft     | 50                             |                         |
| 27 janvier 2025 | Ubisoft Reflections  | Ubisoft     | 50                             |                         |
| 27 janvier 2025 | Ubisoft Dusseldorf   | Ubisoft     | 85                             |                         |
| 25 janvier 2025 | Phoenix Labs         |             | 50                             |                         |
| 30 janvier 2025 | Midnight Society     |             | 55                             |                         |
| 5 février 2025  | Iron Galaxy Studios  |             | 66                             |                         |
| 6 février 2025  | Hi-Rez Studios       |             | 69                             |                         |
| 12 février 2025 | Crytek               |             | 60                             |                         |
| 25 février 2025 | Monolith Productions |             | 131                            |                         |
| 25 février 2025 | Player First Games   |             | 70                             |                         |
| 14 mars 2025    | Mountop Studios      |             | 80                             |                         |
| 2 juillet 2025  | Microsoft            |             | 9 000                          |                         |